# Anschlag auf den Meteomast des Kernkraftwerks Gösgen
Der Anschlag auf den Meteomast des Kernkraftwerks Gösgen war ein Sabotageakt am 3. November 1979, bei dem der Meteomast des Kernkraftwerks Gösgen (Kanton Solothurn, Schweiz) gesprengt wurde. Der Mast stürzte auf die Umspann- und Schaltanlage des Kraftwerks; die Folge war ein grösserer Stromausfall.

## Hintergrund und Ablauf
Um meteorologische Kontrollmessungen vorzunehmen, gab es vor und während der Anfahrphase des Kernkraftwerks Gösgen einen 110 Meter hohen Stahlmast für Messgeräte ausserhalb der umzäunten Anlage, aber in unmittelbarer Nähe zur 400-kV-Transformatorenanlage und Sammelschienen. In der Nacht auf den 3. November 1979 um ca. 1.30 Uhr wurde die Verankerung des Stahlmastes gesprengt, so dass dieser auf die 400-kV-Verteilanlage fiel und dort grossen Schaden anrichtete. In der Folge musste das Kernkraftwerk vom Netz genommen und abgeschaltet werden, und gleichzeitig fiel ein wichtiger Netzknoten in der Schweiz aus, was zu grossflächigen Stromausfällen führte. Dieser Netzausfall konnte in den allermeisten Fällen nach 45 Minuten wieder behoben werden. Personen kamen nicht zu Schaden, der entstandene Sachschaden betrug eine Million Franken.
Eine Gruppe mit dem Namen «Do-it-yourself-Gruppe 007» hat sich am Tag darauf zum Attentat bekannt. Kurz zuvor war auch ein Anschlag auf den Informationspavillon des geplanten Kernkraftwerk Kaiseraugst und weitere auf Exponenten der Stromindustrie von dergleichen Gruppe übernommen worden. Schweizer Anarchisten und Ökoterroristen wurden oft in diesem Zusammenhang als die Täter angesehen.
AKW-Gegner distanzierten sich vom Anschlag, ein Mitglied der «Gewaltfreien Aktion Graben» verwendete in einer Stellungnahme im Schweizer Radio gar das Wort «Terroristen».